# Leonte di Atene
Leonte (in greco antico: Λέων?, Léon; metà del V secolo a.C.) è stato un ammiraglio ateniese.

## Biografia

### Campagna contro gli Ioni ribelli
Si parla per la prima volta di Leonte nel 412 a.C., quando portò un contingente di 10 navi in Ionia, visto che Chio e Mileto erano in rivolta e gli abitanti di Chio stavano tentando di sollevare anche Lesbo. Leonte si unì ad un contingente di 16 navi comandato da Diomedonte, arrivato poco prima, e si diresse con lui verso Lesbo.
Per prima cosa recuperarono Mitilene, sconfiggendo la flottiglia di Chio nel porto, in modo da poter poi recuperare tutta l'isola; dopodiché prese Clazomene e, usando Lesbo come base, riuscì a prendere anche Chio.

### Ascesa e caduta dell'oligarchia
Leonte riappare nell'inverno successivo quando, su raccomandazione di Pisandro (che stava complottando coi suoi amici per restaurare Alcibiade), fu posto al comando della flotta di Samo assieme a Diomedonte, andando a sostituire Frinico e Scironide.
Dopo aver combattuto contro Rodi, che s'era rivoltata, si pensa che Diomedonte e Leonte siano rimasti a Rodi.
Per qualche motivo, però, dopo il colpo di stato oligarchico di Pisandro e la formazione della boulé dei Quattrocento, i due si misero in contatto con Trasibulo e Trasillo e, agendo in base alle loro indicazioni, riuscirono a sventare le trame degli oligarchi samiani, richiamando poi Alcibiade per ristabilire la democrazia.
Negli anni successivi, anche se non vengono nominati, è molto probabile che Diomedonte e Leonte abbiano continuato a prestare servizio attivo sotto il comando di Alcibiade, comandando il centro dello schieramento nella battaglia di Cinossema e prendendo parte anche a quelle successive.

### Nomina a generale e sparizione
Nel 407 a.C., però, Alcibiade fu esiliato per la sconfitta subita a Nozio; al suo posto furono nominati dieci comandanti, tra cui Leonte; questi, come Erasinide e Conone, fu intrappolato a Mitilene dallo spartano Callicratida.
Senofonte, comunque, in due passaggi scambia il nome di Leonte con quello di Lisia, mentre Diodoro Siculo nomina sempre Lisia, non nominando mai Leonte.
Secondo una delle teorie più realistiche, Leonte fu originariamente eletto tra i dieci, ma cadde nelle mani di Callicratida in uno dei tentativi di Conone di evadere da Mitilene, e venne quindi sostituito da Lisia.
Fatto sta che, dopo essere stato bloccato a Mitilene, Leonte non viene più nominato da nessuno storico antico.